# Philharmonics
Philharmonics är det första studioalbumet av den danska sångerskan och låtskrivaren Agnes Obel. Albumet släpptes den 17 september 2010 av PIAS. Albumet fick positiva recensioner från både danska och internationella musikkritiker. Albumet har sålt 450 000 exemplar i Europa.

## Låtlista
1. "Falling, Catching" - 1:33
2. "Riverside" - 3:48
3. "Brother Sparrow" - 3:58
4. "Just So" - 3:35
5. "Beast" - 3:50
6. "Louretta" - 2:06
7. "Avenue" - 4:07
8. "Philharmonics" - 3:33
9. "Close Watch" (John Cale cover) - 4:00
10. "Wallflower" - 2:26
11. "Over the Hill" - 2:48
12. "On Powdered Ground" - 4:07